# Црна Гора на Европском првенству у атлетици у дворани 2019.
Црна Гора је учествовала на 35. Европском првенству у дворани 2019 који се одржао у Глазгову, Шкотска, од 1. до 3. марта. Ово је треће Европско првенство у дворани од када Црна Гора учествује самостално под овим именом.
Репрезентацију Црне Горе представљала је 1 такмичарка која се такмичила у скоку увис.

## Учесници
Жене:
- Марија Вуковић — Скок увис

## Резултати

### Жене
| Атлетичарka    | Дисциплина | Лични рекорд | Квалификације | Квалификације | Полуфинале | Полуфинале | Финале                | Финале  | Детаљи |
| Атлетичарka    | Дисциплина | Лични рекорд | Резултат      | Место         | Резултат   | Место      | Резултат              | Место   | Детаљи |
| -------------- | ---------- | ------------ | ------------- | ------------- | ---------- | ---------- | --------------------- | ------- | ------ |
| Марија Вуковић | Скок увис  | 1,92 НР      | 1,89          | 7. у гр. А    |            |            | Није се квалификовала | 13 / 26 |        |